# 浜田宏
浜田 宏（はまだ ひろし、1959年5月30日 - ）は、日本の実業家。アルヒ(ARUHI)株式会社最高顧問、アリゾナ州立大学サンダーバード国際経営大学院・グローバル評議会メンバー。
デル日本法人・韓国法人代表取締役社長、デルアメリカ本社副社長、HOYA株式会社最高執行責任者（COO）、アルヒ株式会社(ARUHI)代表取締役会長兼社長 CEO兼COOなどを歴任。

## 略歴
東京都出身。1982年、早稲田大学第一文学部フランス文学専攻卒業後、山下新日本汽船（現：商船三井）に入社。その後、アメリカン・インターナショナル・グループ勤務を経て、1991年にサンダーバード国際経営大学院国際経営学修士課程（Master of Business Administration）修了後に、クラーク・コンサルティング・グループ（アメリカ合衆国）入社。同社在籍中、デル日本法人立ち上げや、グローバル企業の組織開発等のコンサルティングに従事。
1995年1月、デル・コンピュータ株式会社（現：デル・テクノロジーズ株式会社）入社。2000年8月、代表取締役社長兼アメリカ本社の副社長に就任。社長就任後の6年間で日本での売上は約5倍の3100億円に成長。日本法人は世界第3位の規模に成長。日本におけるシェアは就任後2年で第10位から第3位、サーバーのシェアは第1位に大きく躍進させる手腕を発揮した。
2002年5月、北アジア地域担当副社長兼デル韓国法人社長に就任し、翌年からはデル中国法人も統括。10年間赤字の韓国法人を初年度で黒字化させ、約4年間で売上げは7倍以上に成長した。中国・大連市に日本・韓国・中国のバックオフィス機能センターを開設。
2006年5月、株式会社リヴァンプ代表パートナー就任。（2008年まで）大手企業からベンチャー企業まで数十社の企業再生、立ち上げ、成長のコンサルティングと投資を実施。同年、社団法人経済同友会教育問題委員会副委員長を務める。
2008年4月、HOYA株式会社執行役最高執行責任者（COO）就任。2011年11月からは代表執行役。買収した大手精密機器メーカー・ペンタックスの事業を含むHOYAの全世界の事業の最高執行責任者として両社の統合、製販・人材・情報システムのグローバル化等を推進。
2012年6月、HOYA最高執行責任者を退任し、同社を退社。同年7月にはサンダーバード国際経営大学院・グローバル評議員に、9月にはデクセリアルズ社外取締役に、11月には学校法人グロービス経営大学院大学監事に就任。
2014年3月、コクヨ株式会社社外取締役に就任、翌月には株式会社リヴァンプ・顧問に就任。
2015年1月、SBIモーゲージ(現：アルヒ株式会社)株式会社顧問に就任。
2015年5月、アルヒ株式会社(ARUHI)代表取締役会長兼CEOに就任。同年9月より社長兼COOを兼務 。
2018年12月、サンダーバード国際経営大学院 グローバル評議会共同議長に就任。
2021年6月、アルヒ株式会社代表取締役会長兼社長 CEO
2022年4月、アルヒ株式会社代表取締役会長。
2023年6月、アルヒ株式会社最高顧問、今日に至る。
Hiroshi Hamada, born in Tokyo in 1959, graduated from Waseda University in 1982.  He obtained master’s degree in Global Management at Thunderbird School of Global Management in Arizona, the U.S., in 1991.
He started his career at Yamashita-Shinnihon Steamship Co., Ltd. (now Mitsui O.S.K. Lines, Ltd.) then at AIG Group.  In 1993, he joined the project to start up Dell Computer in Japan, which led him to Dell Computer (now Dell Technologies Japan Inc.) in 1995.  There, he spearheaded many new businesses including “Dell Direct Model”.
He was appointed Dell Japan’s President as well as Vice President of Dell HQ in 2000, and his responsibilities expanded to entire North Asia region in 2002, managing Korea, then China in 2003, where he achieved a strong sales growth.
He then moved on to HOYA Corporation as COO, where he materialized its merge with PENTAX, and led many global initiatives during the period of 2008-2012.
From May 1, 2015, Hamada lead ARUHI Corporation(ARUHI), the largest mortgage bank in Japan, as Chairman of the Board, CEO.
On April 1, 2022, he was appointed Chairman of the Board and Representative Director, ARUHI Corporation.
From June 21, 2023, he was appointed as Chief Counselor, Aruhi Corporation. 
He was named chair of the Thunderbird Leadership Council, effective January 2018, and co-chair of the Thunderbird Global Alumni Network Advisory Board, effective November 2018.